# Герб
 Тази статия е за хералдическия знак.  За политическата партия вижте ГЕРБ.  За болестта на храносмилателната система вижте Гастроезофагеална рефлуксна болест.
Гербът е официален отличителен знак на държава, град, съсловие, сдружение, семейство и др. Обикновено се изобразява върху знамена, печати, парични знаци, официални облекла и др.
Науката, която се занимава със създаването, използването и произхода на гербовете се нарича хералдика.

## Съставни части на герба
Гербът може да бъде изобразен в малка, средна или голяма (тържествена) форма. Малката форма на герба се състои само от щита. Средната форма на герб представлява изобразяване на щита, надшлемника и наметката. Голямата форма на герба включва в себе си всички хералдически атрибути – шлем и нашлемник, наметка, щитодържатели, мантия, корона и девиз. Ето и повече подробности за всеки от тези елементи:

### Щит
Щитът е основната част на герба и главен носител на информацията, съдържаща се в него. Първоначално формата на хералдичния щит е повтаряла тази на реалния. Масовото разпространение на огнестрелното оръжие през 15 – 16 век обезсмислило използването му като средство за защита и това дало възможност на художниците да развихрят фантазията си и създадат щитове с най-причудливи форми. От тях девет се считат за основни – старофренски или нормански (триъгълна форма), испански, италиански (овален), френски, английски, византийски (кръгъл), германски, дамски (ромбоиден) и квадратен.
Щитът е най-старата част на герба и главен носител на информацията, съдържаща се в него. В хералдиката страните на щита се определят не от положението на зрителя, а от това на този, който го държи. Поради тази причина хералдично ляво е всъщност дясно за зрителя и т.н. За да се определи в коя част на щита е разположен тази или онази фигура, трябва да се различат следните области на щита, показание на рисунката:
В повечето случаи щитовете биват разделяни на множество полета. Това може да става по четири основни начина:
- разсичане с помощта на вертикални линии
- пресичане с помощта на хоризонтални линии
- скосяване отдясно с помощта на диагонални линии, започващи от горен десен хералдически ъгъл
- скосяване отляво с помощта на диагонални линии, започващи от горен ляв хералдически ъгъл
- разсичане с помощта на Андреевски кръст
- кръстообразно разсичане
- разсичане с помощта на шеврон
- вилообразно разсичане.

- Примери:
- Герб на Русе
- Герб на Бобошево
- Герб на Брезово

### Шлем
Друг елемент на гербовете е шлемът. Той се поставя винаги над щита. В хералдиката навлиза към края на 13 век. До началото на 15 век формата му е копирала тази на реалния, но след 1430 година започнали да се употребяват така наречените „турнирни шлемове“, отличаващи се с елегантността си. През 17 век във Франция херолдите разработват отделен тип шлемове за всяка аристократична титла. Тази система впоследствие е възприета в Англия, Испания, Португалия, с изключение на Германия. В хералдиката се използват различни шлемове според историческите традиции и разновидности в различните държави. Названията им също варират, произхождайки някъде от външния им вид, другаде според ранга на носителят им в йерархията и т. н.
- Шлем гърне (на английски: pot helm или great helm; Топфхелм
- Турнирен шлем (на английски: tourney helm)
- Турнирен шлем (на английски: tourney helm)
- Решетъчен шлем (на английски: barred helm)
- Решетъчен шлем (на английски: barred helm)
- Решетъчен шлем (на английски: barred helm) с корона

### Нашлемник
Често в средните и големи форми на гербовете върху шлемовете се поставят нашлемници. Появата им е свързана с рицарските турнири, където са се използвали като допълнителен знак, по който можело да бъде разпознат даден рицар от останалите участници. Нашлемниците били изработвани от рога, дърво, кожа, папирус и други леки материали и много често повтаряли изображението на щита.
Обикновено нашлемникът повтаря главното изображение от герба (спомагателен нашлемник), но е възможно да представлява и отделен знак (самостоятелен нашлемник).
Основните типове нашлемници са:
- рога – те биват волски (във формата на полумесец), бикови (S-образни), еленски и кози;
- крила;
- пера – биват три вида – петелски, паунови и щраусови. Изобразяват се по едно, три, пет, или във вид на ветрило. Перата не трябва да излизат директно от шлема и затова винаги се показват от бурлет или зад корона;
- флагчета – изобразяват се в умален вид с квадратна или триъгълна форма. Те задължително трябва да имат гербовите цветове, а ако са повече от едно, се разполагат ветрилообразно;
- нехералдични фигури (естествени, изкуствени и фантастични);
- щитови (гербови) дъски – имат кръгла, шестоъгълна или ветрилообразна форма. Върху нея е възпроизведено изображението на щита. Краят и ъглите на тези дъски често са украсени с пискюли или пера;
- шапки.

- Герб на лондонския квартал Бексли с бял кон като нашлемник
- Герб на Мелбърн с кенгуру като нашлемник
- Герб на рода фон Грол от Баден-Вюртемберг с коза като нашлемник
- Герб Остоя с дракон като нашлемник
- Герб на унгарския род Палфи фон Ердьод (на унгарски: Pálffy de Erdőd) с елен като нашлемник
- Герб на Британската индоокеанска територия с кула като нашлемник
- Герб на град Окланд с цъфнал новозелански лен като нашлемник
- Герб на щата Мериленд с две флагчета като нашлемник
- полски герб „Борович“ с два ловджийски рога
- Герб на геманско-полските графове фон дер Борх-Лубешюц с три шлема, чиито нашлемници са: черен орел; орлови крила, между които една чавка; кактко и един червен орел

### Бурлет
Бурлетът (на френски: Burlette; на английски: Wreath) e хералдически елемент, приличащ на венец от разноцветни тъкани, които се поставят над шлема и обикновено представляват преходно звено между шлема и нашлемника. Както наметката, така и бурлетът трябва да са оцветени в основните цветове на герба, като се следи правилото да се спазва последователността първата увивка да е в металически цвят, а втората – в цвят емайл. Обикновено бурлетът се състои от шест увивки.
- Бурлет
- Герб на Луи дьо Бургон, херцог на Бургундия, със синьо-жълт бурлет между шлема и короната
- Герб на Ан Жул, херцог дьо Ноай с червено-жълт бурлет между шлема и короната
- Герб на Канада с бяло-червен бурлет между шлема и нашлемника (лъв)

### Корона
Като елемент от герба короната навлиза в хералдиката през 15 век. Съществуват много разновидности на хералдически корони, като всяка от тях може да поставя над шлема, направо над щита или над мантията. Нейната роля в герба е да покаже ранга/титлата на гербопритежателя. Във връзка с тази ѝ роля можем да отделим няколко типа хералдически корони: императорски, кралски и княжески корони, които се изобразяват във владетелските и държавни гербове (а също и в гербовете на административните области) и символизират суверенитет; корони на маркизи, графове, виконти, барони; аристократически диадеми; тиари, митри и кардиналски шапки; стенни корони, съставени от крепостни кули и стени, използвани в местната, предимно градска хералдика.
Хералдическите корони на царското семейство в Царство България (1908 – 1946 г.) са:
|     |        |       |                       |                   |
| цар | царица | принц | По-възрастна принцеса | По-млада принцеса |

Примери от градската хералдика на Република Италия:
|                                |                |                  |
| корона на италианска провинция | корона на град | корона на община |

Примери от градската хералдика на Федерална република Германия:
| |                                                    |
| Народна корона – използва се в гербовете на някои провинции като заместител на някогашната корона на монарсите. Представлява стилизирани лозови листа. | Крепостна корона в гербовете на берлинските райони |

### Наметка
Освен с нашлемник често шлемът се украсява и с наметка (на френски: Lambrequin, на немски: Helmdecke на английски: Mantling). В хералдиката този елемент се появява през 14 век, но реалното му използване в практиката датира още от времето на Втория кръстоносен поход.
Според правилото външната и вътрешна страна на наметката трябва да бъдът оцветени съответно в емайл и метал. В повечето случаи това са основните цветове от щита, но не е задължително. Можем да обособим три типа наметки:
- с равно подрязани краища – датират от 14 век (изображение 1)
- във формата на множество ленти – появяват се през 15 век и служат като доказателство за храбростта и участието на гербопритежателя в множество кървави битки (изображение 2)
- във формата на растителни орнаменти – появяват се през 16 век (изображение 3 от началото на века и изображение 4 от края на века) като художествена разновидност на предните два вида.

- Еволюция на наметката
- Изображение 1
- Изображение 2
- Изображение 3
- Изображение 4

Наметката може да бъде украсена и като се използва кожа – хермелинова или кожа от катерица. Понякога наметката се покрива с фигури, „зашити“ на горната страна на щита, друг път горната част на наметката се „осейва“ с малки нехералдически фигури, например липови листа, звезди, сърца, кръстове и други.
Ако в герба се използват два, три и повече шлемове, то тогава към всеки от тях трябва да има отделна наметка. Тя може да бъде оцветена не в два, а в четири цвята (особено, когато щитът е съставен от два герба). В този случай дясната страна от наметката се оцветява с цвета на най-дясната част на герба, а лявата – в цветовете на най-лявата част на герба.

### Мантия
Мантията (на френски: Manteau, на немски: Wappenmantel, на английски: Mantle) присъства в големите форми на някои от гербовете. Тя е традиционна част от облеклото на монарсите и символ на тяхната върховна власт. В хералдиката навлиза през 17 век. Право на мантия имат само императорите, кралете, князете (принцовете) и херцозите. Изобразява се в златен (само за императорите) или пурпурен (за всички останали) плат, подшит с хермелинова подплата и пристегнат в горните си краища със златни шнурове, завършващи с пискюли. Понякога мантиите са увенчани с куполообразни шатри от същата материя. Те напомнят за времето, когато всеки участник в рицарските турнири е имал собствена шатра, в която да си почива и преоблича.
- Мантия на герб
- Герб на Нидерландия – личен герб на краля
- Герб на Швеция –
- Герб на Лихтенщайн
- Герб на Белгия
- Герб на Руската империя

### Щитодържатели
Щитодържателите представляват фигури, разположени от двете страни на щита, които го „поддържат“. По правило щитодържателите могат да бъдат хералдически животни – лъвове, орли, грифони, еднорози или човешки фигури – първобитни хора с дъбова препаска, ангели, светци или воини. В съвременната хералдика това правило търпи лека промяна. Например в много от държавните гербове на относително младите страни в Африка, Азия и Америка в ролята на щитодържатели влизат най-характерните представители на местната фауна – кенгуру, ему (в герба на Австралия), антилопи, тигри, зебри (в герба на Ботсвана). Когато в ролята на щитодържатели са изобразени ангели, то тогава те се наричат щитоносци, тъй като не са стъпили на постамента, а летят.

Няма ограничения относно правото на ползване на щитодържатели в герба. Както и при девизите, така и тук те могат да бъдат сменяни по желание на гербопритежателя. По време на Руската империя, по канцеларски съображения е прието, че щитодържатели могат да имат само представителите на висшата аристокрация.
- Герб на България с два лъва като щитодръжатели
- Герб на Лесото с два коня като щитодръжатели
- Герб на Обединеното кралство – с лъв и еднорог като щитодръжатели
- Герб на Танзания – с хора като щитодръжатели
- Герб на Доминика с две императорски амазони като щитодръжатели
- Герб на Австралия с кенгуру и ему като щитодръжатели
- Герб на Баден-Вюртемберг с елен и грифон като щитодръжатели

### Постамент
С терминът постамент се обозначава платформата, на която се поставят щитодържателите, щита и целия герб. Постаментът може да представлява хълм, поляна (като в герба на Великобритания), леден къс (като в герба на Исландия), декоративна дървена плоча (като в герба на Швеция), планина, остров и други. Постаментът може да бъде и причудлива клонка, приличаща на излята чугунова решетка (като в герба на Царство България до 1947 година). Той не е задължителен елемент на герба. Често служи за „закрепване“ на девизната лента. Щитодържателите винаги трябва да са „стъпили“ на постамента, независимо от тяхната форма. Изключение правят само щитоносците, които „летят“ във въздуха.
- Герб на България – с постамент във вид на дъбови клонки
- Герб на Великобритания с постамент във вид на поляна
- Герб на Исландия – с постамент във вид на айсберг
- Герб на Швеция – с постамент във вид на дялана дървена плоча
- Герб на Малави – с постамент във вид на скала
- Герб на Малта (1964 – 1975 г.) – с постамент във вид на остров

### Девиз
Обикновено към герба се поставя и девиз. Той представлява кратко изречение, разположено около щита, чийто произход се крие в бойния вик, който изричали рицарите по време на участие в турнирните схватки. Първоначално се изписвали на латински или френски език, като най-разпространени. Впоследствие започнали да се използват всякакви езици. По правило цветът на буквите следва да съответства на основния метал от щита. Ето някои девизи от европейски гербове:
- „„Non Nobis, Domine, Non Nobis, Sed Nomini Tuo Da Gloriam!“ (на латински) „Не нам Господи, а на Твоето име дай слава!“ – девиз на Орден на тамплиерите.
- Съ нами Богъ“ – девиз на Руската империя.
- „Gott mit uns“ (на немски) – „Бог с нас“ – девиз на германските императори.
- „Dieu et mon droit“ (на френски) „Бог и моето право“ – девиз на Великобритания.
- „Je maintiendrai“ (на френски) „Ще оцелея“ – девиз на Нидерландия.
- „Nihil sine Deo“ (на латински) „Нищо без Бога“ – девиз на Кралство Румъния.
- „Dieu protege la France“ (на френски) „Боже, пази Франция“ – девиз на Кралство Франция.
- „Viribus unitis“ (на латински) „С общи сили“ – девиз на Австро-Унгария.
- „L'union fait la force“ (на френски) „Обединението прави силата“ – девиз на Белгия.

Оттук и националния девиз на България
- „Съединението прави силата“  - Герб на България – с девиз „Съединението прави силата“
  - Герб на Белгия с девиз L'union fait la force (на френски: Съединението прави силата)
  - Герб на Великобритания с девиз „Dieu et mon droit“ (от френски: Бог и моето право)
  - Герб на Барбадос с девиз „Pride and Industry“ (от английски: Гордост и усърдие)
  - Герб на Кралство Румъния (1881 – 1947 г.) с девиз „Nihil sine Deo“ (от латински: Нищо без Бог)
  - Герб на Танзания с девиз „Uhuru na Umoja“ (от суахили: Свобода и единение)

### Боен вик
Бойните викове от Средновековието често са били час от гербове на благородници, рицари или държави. Днес това е „отживелица“ и в съвременни (държавни) гербове вместо боен вик се изписват официални девизи. В българския държавен герб девизът е „Съединението прави силата“.
Въпреки че девизът като гербов елемент е осъвременена версия бойния вик, то в хералдиката (науката за гербовете) това са две различни понятия, въпреки че често се бъркат и използват синонимно.
Девизът е елемент, разположен обикновено в долната част на даден герб. Той обикновено се отнася до морални или религиозни ценности, или мъдрости, които сплотяват даден народ – например, „Съединението прави силата“. При новосформирани държави, например, може да се измисли съответно нов девиз.
За разлика от това, бойният вик е елемент, който, в случай, че въобще присъства, е разположен в горната част на даден герб. Той е историческа останка от Средновековието и не може да се „измисли“ в днешно време и да бъде използван в новосъздаден герб на новасформирала се нация. Бойният вик е нещо историческо, което или го е имало, или го е нямало. Той представлява възклицание или фраза, провиквана по време на военни сражения или битки, с цел да мотивира войниците – например: „Напрееееед!“ или „На боооой!“или „Ураааа!“ и тем подобни.
Бойният вик като гербов елемент е особено разпространен на Британските острови и във Франция. Примери:
- Родът Монморанси[5] – една от най-старите и авторитетни благороднически фамилии във Франция, чието име произлиза от селището Монморанси близо до Париж и чиито членове от 1327 г. носят титлата „първите християнски барони на Франция“. От 1551 г. те носят титлата „Херцог Монморански“. Хенри IV ги обявява за „първата династия на Европа“ – след самите Бурбони, разбира се. Техният боен вик е бил: Aide le premier baron chretien! (от френски: ‚Помогнете на първия барон на християнството!‘) и е вписан в бяла лента в горната част на герба им.
- Голям държавен герб на Кралство Франция и Кралство Навара от 1589 до 1790 г.[6] От възкачването на Анри III Наварски под името Хенри IV Френски до промяната на титлата на Луи XVI от „крал на Франция и Навара“ на „крал на французите“. Над щита на герба в лазурно-бяла лента пише надпис Montjoie Saint Denis, отнасяйки се до орифлама (известен още като Montjoie) – бойното знаме на кралската армия – и Свети Дионисий Парижки – покровител на Франция.[6]

- Галерия – разлика между боен вик и девиз като елементи на герб
- Герб на рода Монморанси с боен вик в лента (отгоре): Aide le premier baron chretien!
- Държавен герб на Кралство Франция от 1589 до 1790 г. с боен вик в лента (отгоре): „Montjoie Saint Denis“.
- Държавен герб на Република България с девиз в лента (отдолу): „Съединението прави силата“.

## Хералдически посоки
В хералдиката, когато се описва даден герб, то неговите страни се назовават огледално. Т.е. дясната страна на герб се пада наше ляво, а лявата страна – наше дясно; по същия начин, все едно срещу нас стои човек – тогава също неговата дясна ръка, например, за зрителя се пада от лява страна.
„Хералдично дясно“ е лявата страна на зрителя. Съответно „хералдическо ляво“ е дясната страна на зрителя.
Това огледално обозначаване произлиза от времето, когато гербът е бил носен на щит по време на битка или турнир, за да може отсрещната страна да го чете правилно. Следователно хералдическата страна винаги се отнася до носителя на щита (т.е. лицето, което стои зад щита), а не до наблюдателя. По същия начин, пръстени-печати имат огледална гравюра на герба, за да може, когато пръстенът се потопи във восък или мастило и се удари с него печат, да може печатът/гербът да излезе правлно – т.е. в посока на четене.
В съвременната хералдика вместо термина „хералдическо дясно“ все по често се използва латинския израз „dexter“.

## Хералдически цветове
Хералдическите цветове се разделят на метали, класически цветове и кожи (в смисъл на кожа заедно с космите, козина, англ. furs).
В хералдиката се използват седем цвята: два метала и пет цвята. Първоначално са се използвали само четири цвята – червен, син, черен и бял, но след това се появяват и допълнителните цветове: зелен, жълт и пурпурен. Жълтият и белият цвят съществували наравно със златните и сребърни цветове, след което по-късно са заменени от тези два метала и самостоятелно вече не се използват. Особен тип хералдически цветове е кожата, която бива хермелинова и кожа от катерица.
Ограниченият набор от цветове в хералдиката е продиктуван от практически съображения. Гербът е служел преди всичко на военните като опознавателен знак, който трябва добре да се различава от разстояние. Неговото оцветяване е трябвало да бъде ярко и контрастно. Последният принцип е записан във важното хералдическо правило, че емайлите могат да се нанасят само на метали, а металите само върху емайли (кожите и натуралните цветове могат да се поставят както върху емайлите, така и върху металите).
В полевите условия, когато е трябвало да се изобразяват гербовите фигури, са били достъпни само прости бои, даващи основните цветове. Това позволява създаването на такава система, която лесно да се поддава на стандартизация. Изключение от правилото са случаите, при които някои детайл от герба или животно – нокти, език, очи или клюн (такова животно се нарича „въоръжено“), се оцветява с цвят, различен от този на основната фигура, и съвпадащ с цвета от полето на щита.
За да могат да се разпознават хералдическите цветовете на щита при онези случаи, при които липсва цвета и герба като при гравюрите например, тоест в черно-белите изображения, през ХІІ век е приета системата на Силвестър Петра-Санкта или така наречената шафировка. Този италиански херолд предложил графически да се разграничават цветовете с помощта на линейни щрихи.

## Символика на хералдическите цветове
Може да се предположи, че само първите гербове представяли произволно взети изображения, без какъвто и да е влаган смисъл в тях. Но в пропитата от духовен мистицизъм епоха на Средновековието, когато дори в елементарните вещи хората са се стараели да открият скрит смисъл, дори божествено откровение, на цветовете, както и на другите хералдически елементи, започнали да им се придават конкретни символни значения. Тъй като нямало точна система, която да попречи на всеки да влага определен смисъл в хералдическите цветове, съвсем естествено е, че днес съществуват множество разнообразни тълкувания, предлагани от различни източници. Ето най-разпространените от тях:
- Злато (Or) – този цвят е „краля“ на металите, символизира знатност, могъщество и богатство, а също така и християнските добродетели вяра, справедливост, милосърдие и смирение.
- Сребро (Argent) – символизира благородство, откровеност, а също и чистота, невинност и правдивост.
- Червено (Gules) – символизира храброст, мъжество, любов, а също и кръвта, пролята в битка.
- Синьо (Azure) – символизира великодушие, честност, вярност и безупречност, или просто символизира небето.
- Зелено (Vert) – символизира надежда, изобилие, свобода и радост, но може да означава просто ливадна трева.
- Пурпурно (Purpure) – символизира благочестие, умереност, щедрост и върховно господство.
- Черно (Sable) – символ на заплаха, мъдрост, постоянство в изпитанията, а също печал и траур.

Кожите, в съответствие със средновековните норми, могат да се използват само от кралски или аристократични фамилии като знак на тяхното изключително превъзходство (в наши дни палтото от скъпа кожа на някоя знаменитост също изпълнява тази функция), но днес това правило в известна степен се демократизира.